# Ipolitas
Ipolitas ist ein litauischer männlicher Vorname, abgeleitet von Hippolytos.

## Namensträger
- Ipolitas Nekrošius (* 1936), Arbeitsrechtler, Professor  der Universität Vilnius

Zwischenname
- Vaidievutis Ipolitas Geralavičius (* 1952), Mathematiker, Diplomat, Professor